# バヌーサイダ
バヌーサイダ（英: Banu Sa'ida、アラビア語: بنو ساعدة）は、ムハンマドの時代のメディナのバヌーカズラジ族の部族。なお正式名称はバヌーサイダ・イブン・カブ・イブン・アル＝カズラジである。
改宗以前は、一族のほとんどが偶像を崇拝していたが、イスラム教の出現後に偶像は破壊された。マディーナ憲章には、バヌーサイダのユダヤ人同盟者・顧客が記されている。
バヌーサイダのサアド・イブン・ウバーダは、ムハンマドの死後、彼に忠誠を誓うために集まったアンサールたちの間で、目立つようになり、影響力を持つようになった。アンサールの集会は一族のサキファで開催され、結果的にアブー・バクルがラシドゥン・カリフ国初代カリフに指名された。